# Пітерсбург (Індіана)
Пітерсбург (англ. Petersburg) — місто (англ. city) в США, в окрузі Пайк штату Індіана. Населення — 2304 особи (2020).

## Географія
Пітерсбург розташований за координатами 38°29′32″ пн. ш. 87°16′52″ зх. д. / 38.49222° пн. ш. 87.28111° зх. д. (38.492236, -87.280977).  За даними Бюро перепису населення США в 2010 році місто мало площу 3,81 км², з яких 3,80 км² — суходіл та 0,01 км² — водойми.

## Демографія
Згідно з переписом 2010 року, у місті мешкали 2383 особи в 1025 домогосподарствах у складі 592 родин. Густота населення становила 626 осіб/км².  Було 1134 помешкання (298/км²).
Расовий склад населення:
| - 97,7 % — білих - 0,5 % — чорних або афроамериканців - 0,5 % — азіатів - 0,3 % — корінних американців |

До двох чи більше рас належало 0,8 %. Частка іспаномовних становила 0,9 % від усіх жителів.
За віковим діапазоном населення розподілялося таким чином: 20,0 % — особи молодші 18 років, 58,9 % — особи у віці 18—64 років, 21,1 % — особи у віці 65 років та старші. Медіана віку мешканця становила 43,8 року. На 100 осіб жіночої статі у місті припадало 94,5 чоловіків;  на 100 жінок у віці від 18 років та старших — 91,3 чоловіків також старших 18 років.
Середній дохід на одне домашнє господарство  становив 46 571 долар США (медіана — 35 918), а середній дохід на одну сім'ю — 57 417 доларів (медіана — 43 636). Медіана доходів становила 35 333 долари для чоловіків та 24 706 доларів для жінок. За межею бідності перебувало 14,7 % осіб, у тому числі 19,5 % дітей у віці до 18 років та 10,5 % осіб у віці 65 років та старших.
Цивільне працевлаштоване населення становило 1074 особи. Основні галузі зайнятості: освіта, охорона здоров'я та соціальна допомога — 26,0 %, виробництво — 19,9 %, роздрібна торгівля — 15,4 %.